# Parik Sinomba (Barus Utara)
Parik Sinomba is een bestuurslaag in het regentschap Tapanuli Tengah van de provincie Noord-Sumatra, Indonesië. Parik Sinomba telt 376 inwoners (volkstelling 2010).